# Tathorhynchus homogyna
Tathorhynchus homogyna är en fjärilsart som beskrevs av George Francis Hampson 1902. Tathorhynchus homogyna ingår i släktet Tathorhynchus och familjen nattflyn. Inga underarter finns listade i Catalogue of Life.